# フェアヒル
フェアヒル (Fairhill) は、ペンシルベニア州フィラデルフィアの北フィラデルフィア地区東部にある近隣住区である。この住区はハートランフト、ハンティング・パーク、ウェスト・キングストン、ハロウゲイトの4住区に隣接しており、フィラデルフィアにおけるヒスパニックの地域コミュニティ「エル・セントロ・デ・オロ」の中心としての役割も担っている。
アメリカ合衆国統計局によると、2000年現在の国勢調査で、この住区の人種構成はコーカソイドが27.42パーセント、ネグロイドが27.14パーセント、モンゴロイドが0.78パーセント、その他が45.41パーセントである。住民の70.25パーセントがヒスパニックまたはラティーノであり、その割合はフィラデルフィアのすべての住区の中で最も高い。また貧困率は56パーセントであり、それは全国平均の約5倍である。